# Scanner (Lichttechnik)

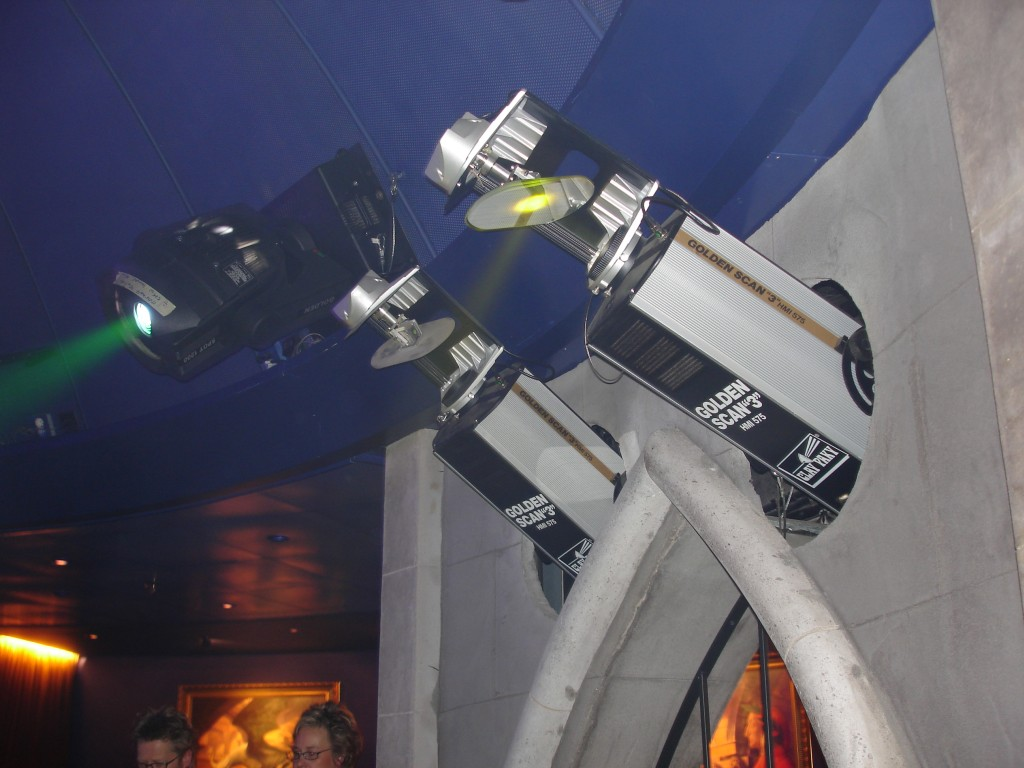
Moving Head und zwei Scanner

Unter einem Scanner in der Veranstaltungsbeleuchtung versteht man einen multifunktionalen Scheinwerfer, dessen Lichtstrahl durch einen elektromechanisch beweglichen Spiegel abgelenkt wird. Zwischen Leuchtmittel und Lichtaustrittsöffnung ist eine sogenannte „Effekt-Unit“ eingebaut, die die Eigenschaften des Lichtstrahles, beispielsweise in Farbe  und Form, verändern kann. Alle Funktionen sind elektronisch fernsteuerbar.

## Leuchtmittel
Zum Einsatz kommen meist Gasentladungslampen (HMI, HTI, MSR, HSR, MSD etc.), seltener auch Halogenleuchtmittel, im Leistungsbereich von 150 W bis 4000 W.  Der Vorteil der Gasentladungslampen besteht in der höheren Farbtemperatur und der höheren Lichtausbeute gegenüber den Halogenlampen. Weil Gasentladungslampen  nicht dimmbar sind, wird die Helligkeit mechanisch durch Schließbleche („Shutter“) geregelt, die sich vor dem Lichtaustritt befinden und in den Strahlengang gefahren werden. Neuerdings werden auch Scanner mit LED-Technik eingesetzt. Diese Geräte verwenden entweder eine LED-Matrix, um dadurch „Gobos“ und verschiedene Farbeffekte zu erzeugen (kein Gobo- und Farbrad), oder sie verwenden eine einzelne High Power LED und arbeiten dann ebenfalls mit Gobo- und Farbrad.

## Farben
Mehrere dichroitische Farbfilter sitzen entweder fest auf einem drehbaren Rad oder bewirken, entsprechend hintereinander angeordnet, eine subtraktive Farbmischung, mit der entsprechend dem CMYK-Farbmodell prinzipiell jede Farbe erzeugt werden kann. Einige Scanner besitzen zusätzlich einen Konversions-Filter, der die Farbtemperatur der Gasentladungslampen der von Halogenlampen angleicht, um einen Parallelbetrieb beider Quellen ohne optische Unterschiede zu ermöglichen, oder einfach, um einen wärmeren Farbton zu erzeugen.
LED-Geräte können die additive Farbmischung nutzen und den RGB-Farbraum wiedergeben.

## Gobos
Scanner verfügen in der Regel über eingebaute Gobos. Die einfachste Variante besteht aus Metall und dient dazu, Muster wie zum Beispiel Ringe oder ähnliches zu projizieren. Diese Gobos befinden sich, wie die Farbfilter, auf einem Rad und können so für verschiedene Muster durchgetauscht werden. Eine andere Variante sind Glas-Gobos, die häufig aus koloriertem Glas in Verbindung mit eingearbeiteten Mustern bestehen. Dieser Filter kann in vielen Scannern um seinen Mittelpunkt rotiert werden, so dass rotierende Muster auf der Projektionsfläche entstehen. Sind mehrere Goboräder vorhanden, lassen sich durch deren Kombinationen neue Muster erzeugen.

## Optik
Für die Bündelung des von den Leuchtmitteln emittierten Lichts gibt es zwei unterschiedliche Systeme:
1. Die Kondensoroptik ist ein Linsensystem zwischen Leuchtmittel und Effekteinheit, das prinzipiell Vorteile bei der Schärfe von Projektionen bietet, hingegen weniger effektiv ist.
2. Ellipsoidreflektor, meist aus dichroitisch beschichtetem Glas, der im Wesentlichen die Bündelung des Lichts übernimmt. Diese Optik ist effektiver, erfordert aber mehr Aufwand bei der restlichen Optik, um gleichmäßige und scharfe Projektionen zu ermöglichen.

Einige Geräte besitzen ein Prisma, welches die bisher entstandene Projektion multipliziert, so dass bei einem eingesetzten Gobo das Projektionsmuster nicht nur einmal entsteht, sondern entsprechend dem eingesetzten Prisma mehrfach. Das Prisma kann zudem drehbar gestaltet sein.
Eine eventuell vorhandene Irisblende ermöglicht die Steuerung des Abstrahlwinkels. Dadurch kann der Lichtkegel vergrößert oder verkleinert werden. Ein pulsierender Lichtkegel kann auch als Effekt eingesetzt werden.
Je nach Modell lässt sich die Linse über das Steuersignal oder von Hand so verstellen (fokussieren), dass die Projektionen der Muster scharf sind.
Ein Shutter ermöglicht, den Lichtweg zu sperren. Das ist erforderlich, weil Halogenglühlampen und besonders Hochdruck-Gasentladungslampen nicht schnell ein- und ausgeschaltet werden können. Zusätzlich kann mit einem schnellen Shutter ein Blitzeffekt (Strobe) erzeugt werden kann.

## Abgrenzung zu anderen Moving-Lights
Moving-Lights lassen sich in zwei Klassen einteilen:
- Scheinwerfer mit Spiegelablenkung (Scanner)
- Kopfbewegte Scheinwerfer (Moving Head)

Bei spiegelgesteuerten Scannern trifft die Projektion auf eine Spiegelfläche, die mit Hilfe zweier Motoren seitlich und neigend bewegt wird, so dass der Lichtstrahl auf die Projektionsfläche abgelenkt wird. Dies hat zwar den Vorteil, dass nur ein leichter Spiegel zu bewegen ist und die Projektion daher schnell neu ausgerichtet werden kann, jedoch ist der Bereich von Neigung und Rotation begrenzt. Aus diesen Gründen werden Scanner für den Disco-Einsatz oder für bestimmte Bühneneffekte bevorzugt, sind aber nicht geeignet, wenn es darum geht, jeden Punkt auf einer Bühne zu erreichen.
Kopfbewegte Scheinwerfer, oder auch Moving Heads genannt, bewegen das Leuchtmittel inklusive aller Filter. Durch das erhebliche Gewicht sind deren Bewegungen daher träger als spiegelgesteuerte Scanner, erlauben jedoch, auf nahezu jeden umliegenden Punkt im Raum zu projizieren. Sie eignen sich daher besonders für den Bühneneinsatz. Die Basis-Rotationen eines Moving Heads sind meist auf 540° limitiert, während die Neigung oft bei 270° liegt.
Die rotatorischen Scanner sind die Hybriden zwischen den Scannern und den „Movingheads“. Die Projektion wird durch einen Spiegel in der Neigung abgelenkt, die Rotation wird durch Bewegung der gesamten Basiseinheit ähnlich wie beim Movinghead bewirkt. So kann der gesamte Raum unter- oder oberhalb (je nach Aufhängung) des Scanners ausgeleuchtet werden. Die eingesetzten Rotationsmotoren sind nicht wie den meisten Movingheads auf 540° beschränkt, sondern können unbeschränkt rotieren. Einige Modelle rotieren mit 120/min extrem schnell.
Eine besondere Familie bilden sogenannte TM-Scanner. Hierbei werden zwei Spiegel schräg auf zwei verschiedenen Achsen gegeneinander bewegt und können so nahezu in alle 360°-Richtungen projizieren.

## Steuerung
Die Ansteuerung eines Scanners erfolgt meist über DMX. Es gibt Scanner mit über 20 Funktionen, so dass auch entsprechend viele DMX-Kanäle von einem einzelnen Gerät belegt werden. Es gibt eine Fülle von speziellen Pulten, die speziell für die Ansteuerung von Scannern entwickelt wurden, da der Leistungsumfang erheblich größer ist als bei statischer Beleuchtung.
Da der leichte Spiegel meistens schnelle Bewegungen ausführt, sind die meisten Modelle mit einem Kanal für die Pan- und einem Kanal für die Tiltbewegung ausgestattet. Der Wunsch nach genaueren, langsamen Spiegelfahrten veranlasste die Hersteller auch, Modelle mit 16-bit-Auflösung (je zwei Kanäle) zu bauen. Hierbei handelt es sich oft um größere Modelle, die auf große Entfernung sanft fahren können sollen.

## Bedeutung
In der Beleuchtungstechnik sind Scanner und Movingheads fest etabliert. Häufig dienen die klassischen, konventionellen Scheinwerfer nur noch zur Grundbeleuchtung einer Bühne. Discotheken, die insbesondere neuere Musikgenres im Programm haben, sind weitestgehend mit Scannern ausgestattet, und die Tätigkeit eines Light-Jockeys (LJ) wird immer attraktiver.